# 1989 WD3
1989 WD3 är en asteroid i huvudbältet som upptäcktes den 27 november 1989 av den japanska astronomen Yoshiaki Oshima vid Gekko-observatoriet.